# Puerto Morazán
Puerto Morazán es un municipio del departamento de Chinandega en la República de Nicaragua. La cabecera es la localidad de Santa Rita de Tonalá, denominado Tonalá, por comodismo.

## Etimología
En este municipio se encuentra ubicado un poblado que cuyo nombre indígena era "Nacascolo", luego llamado Puerto Morazán, que fue un importante puerto histórico para la nación, por su ubicación estratégica en el Golfo de Fonseca, y su nombre lo lleva en honor al general Francisco Morazán, presidente de la desaparecida República Federal de Centroamérica.

## Geografía
El término municipal limita al norte de la República de Honduras, al sur con el municipio de El Viejo, al este con el de Chinandega y Somotillo y al oeste con el municipio de El Viejo. La cabecera municipal está ubicada a 150 kilómetros de la capital de Managua.
La Reserva Natural Estero Real ocupa una costa de inmersión junto al borde oriental del Golfo de Fonseca. Esta costa ha sido rellenada por el aluvión acarreado por el Río Estero Real y por el Río Negro desde tierras elevadas en épocas geológica reciente. El proceso de erosión es muy activo en ambas cuencas que drenan en conjunto unos 4000 kilómetros cuadrados en territorio nicaragüense y cuyos ríos cabeceros tienen sus fuentes en las altas mesetas de Estelí y Madriz.

## Historia
El municipio fue creado por Ley Legislativa del 5 de noviembre de 1946. El puerto localizado en este municipio, lleva el nombre del general Francisco Morazán, presidente de la desaparecida República Federal de Centroamérica. Antes, la localidad de Puerto Morazán tenía el nombre indígena de "Nacascolo", que es un árbol muy común en los tiempos ancestrales, y que actualmente se encuentra en peligro de extinción.
Puerto Morazán gozó de gran movimiento comercial y fluvial, especialmente durante la Segunda Guerra Mundial, entre 1939 y 1945, pero una vez pasado el conflicto decayó notablemente su importancia y dio la pauta para su abandono definitivo como puerto notable del río Estero Real.

## Demografía
Puerto Morazán tiene una población actual de 17,252 habitantes. De la población total, el 50% son mujeres y el 50% son hombres. Casi el 50.1% de la población vive en la zona urbana.

## Naturaleza y clima
El municipio tiene un clima tropical de sabana, con precipitaciones de 800 a 1500 mm y temperatura media de 27 °C.
Se encuentra en la ribera sur del río Estero Real, siendo por ello las zonas más bajas e inundadas una de las características más particulares de su territorio. Por tanto su vegetación típica es de marismas en más de un 40% de igual manera cuenta con un importante potencial de suelos para la conservación de los ecosistemas de fauna acuática y terrestre.

## Localidades
Existen un total de 15 localidades en el municipio: Tonalá (la actual cabecera), Puerto Morazán, Pikin Guerrero, Luis Andino, Cuatro Esquinas de Amayo, San Luis de Amayo, Germán Pomares, Guanacastillo, Silvio Castro, Los Limones, Tecomatepe, Palacio, Santa Bárbara, Quebrada Honda y El Limonal.

## Economía
Empresas agrícolas como tal no existen pero si extensiones de siembras en caña de azúcar, cacahuate y en un tiempo hubo banano para exportación.

## Política

### Alcaldes
Principalmente desde que fue fundado el municipio por decreto presidencial, la silla edilicia desde sus inicios ha sido ocupada por hombres y solamente tres mujeres han ocupado su escaño: Lic. María Dolores Calero Lebrón, en tiempos del primer gobierno del FSLN, Lic. Juana Téllez, de (2004-2008) y actualmente la Sra. Miriam Ramírez, periodo (2013-2017). Dentro de sus alcaldes destacan por la labor que desempeñaron durante su periodo de gobernación, el Prof. Orlando González, notable educador e impulsor de la educación municipal; Sr. Emigdio Téllez, por las obras de progreso que con su gobierno trajo a Tonalá.
La representación de las mujeres es notoria en esta etapa de goberbacion actual, siendo concejales del poder ciudadano, las Profesoras: Ivania Catín, Socorro Betanco Pérez y Ada Marcia Ríos Montoya, además estando representadas también las mujeres de todos los sectores del campo.

## Cultura

### Música
El folklore nicaragüense también ha tomado un legado de Tonalá, puesto que el grupo nacional Los bisturices armónicos, compuesto por 3 médicos que andaban haciendo pasantías por esta localidad, escucharon de boca de un menor con problemas mentales, la letra de la canción a la que ellos titularon “Son tus perfumenes mujer” y que incluyeron en su primer disco en 1973. Canción que luego el cantautor nicaragüense Carlos Mejía Godoy interpreta dándole matices, pero respetando la letra original de la misma. Y que a su vez se volvió internacional. Hace falta hacer más hincapié para que esta pieza musical del folklore nicaragüense que no tiene autor porque los integrantes de Los bisturices armónicos nunca supieron quien la escribió, sea incluida como patrimonio cultural y musical de Tonalá.

## Turismo
El turismo en la zona es principalmente ecológico (Ecoturismo), se visitan principalmente lugares cercanos a la cabecera municipal. El visitante se deleitara observando una amplia gama de aves acuáticas sobre el Estero Real y además escalara lomas con una amplia variedad de árboles de maderas preciosas y animales propios de su hábitat.

## Religión
Las principales fiestas religiosas de Tonalá son celebradas en honor a la festividad de la Virgen del Perpetuo Socorro, se realizan los días 27 de junio de cada año.